# Премия Ассоциации кинокритиков Лос-Анджелеса за лучшую мужскую роль
Премия Ассоциации кинокритиков Лос-Анджелеса за лучшую мужскую роль (англ. Los Angeles Film Critics Association Award for Best Actor) — американская кинематографическая награда, ежегодно присуждаемая Ассоциацией кинокритиков Лос-Анджелеса актёрам за выдающееся исполнение главной роли в фильме.

## Лауреаты

### 1970-е
| Год  | Актёр          | Русское название фильма | Оригинальное название фильма | Роль           | Прим. |
| ---- | -------------- | ----------------------- | ---------------------------- | -------------- | ----- |
| 1975 | Аль Пачино     | «Собачий полдень»       | Dog Day Afternoon            | Сонни Ворцик   | [ 1 ] |
| 1976 | Роберт Де Ниро | «Таксист»               | Taxi Driver                  | Трэвис Бикл    | [ 2 ] |
| 1977 | Ричард Дрейфус | «До свидания, дорогая»  | The Goodbye Girl             | Эллиот Гарфилд | [ 3 ] |
| 1978 | Джон Войт      | «Возвращение домой»     | Coming Home                  | Люк Мартин     | [ 4 ] |
| 1978 | Гэри Бьюзи     | «История Бадди Холли»   | The Buddy Holly Story        | Бадди Холли    | [ 4 ] |
| 1979 | Дастин Хоффман | «Крамер против Крамера» | Kramer vs. Kramer            | Тед Крамер     | [ 5 ] |
| 1979 | Рой Шайдер     | «Весь этот джаз»        | All That Jazz                | Джо Гидеон     | [ 5 ] |

### 1980-е
| Год  | Актёр             | Русское название фильма | Оригинальное название фильма | Роль                | Прим.  |
| ---- | ----------------- | ----------------------- | ---------------------------- | ------------------- | ------ |
| 1980 | Роберт Де Ниро    | «Бешеный бык»           | Raging Bull                  | Джейк Ламотта       | [ 6 ]  |
| 1981 | Берт Ланкастер    | «Атлантик-Сити»         | Atlantic City                | Лу Паскаль          | [ 7 ]  |
| 1982 | Бен Кингсли       | «Ганди»                 | Gandhi                       | Махатма Ганди       | [ 8 ]  |
| 1983 | Роберт Дюваль     | «Нежное милосердие»     | Tender Mercies               | Мак Следж           | [ 9 ]  |
| 1984 | Ф. Мюррей Абрахам | «Амадей»                | Amadeus                      | Антонио Сальери     | [ 10 ] |
| 1984 | Альберт Финни     | «У подножия вулкана»    | Under the Volcano            | Джеффри Фирмин      | [ 10 ] |
| 1985 | Уильям Хёрт       | «Поцелуй женщины-паука» | Kiss of the Spider Woman     | Луис Молина         | [ 11 ] |
| 1986 | Боб Хоскинс       | «Мона Лиза»             | Mona Lisa                    | Джордж              | [ 12 ] |
| 1987 | Стив Мартин       | «Роксана»               | Roxanne                      | Чарли «Си Ди» Бейлз | [ 13 ] |
| 1987 | Джек Николсон     | «Чертополох»            | Ironweed                     | Фрэнсис Фелан       | [ 13 ] |
| 1987 | Джек Николсон     | «Иствикские ведьмы»     | The Witches of Eastwick      | Дэрил Ван Хорн      | [ 13 ] |
| 1988 | Том Хэнкс         | «Большой»               | Big                          | Джош Баскин         | [ 14 ] |
| 1989 | Дэниел Дэй-Льюис  | «Моя левая нога»        | My Left Foot                 | Кристи Браун        | [ 15 ] |

### 1990-е
| Год  | Актёр          | Русское название фильма | Оригинальное название фильма | Роль                         | Прим.  |
| ---- | -------------- | ----------------------- | ---------------------------- | ---------------------------- | ------ |
| 1990 | Джереми Айронс | «Изнанка судьбы»        | Reversal of Fortune          | Клаус фон Бюлов              | [ 16 ] |
| 1991 | Ник Нолти      | «Повелитель приливов»   | The Prince of Tides          | Том Уинго                    | [ 17 ] |
| 1992 | Клинт Иствуд   | «Непрощённый»           | Unforgiven                   | Уилл Манни                   | [ 18 ] |
| 1993 | Энтони Хопкинс | «Страна теней»          | Shadowlands                  | Джек Льюис                   | [ 19 ] |
| 1994 | Джон Траволта  | «Криминальное чтиво»    | Pulp Fiction                 | Винсент Вега                 | [ 20 ] |
| 1995 | Николас Кейдж  | «Покидая Лас-Вегас»     | Leaving Las Vegas            | Бен Сандерсон                | [ 21 ] |
| 1996 | Джеффри Раш    | «Блеск»                 | Shine                        | Дэвид Хельфготт              | [ 22 ] |
| 1997 | Роберт Дюваль  | «Апостол»               | The Apostle                  | Юлисс «Сонни» Дьюи / Апостол | [ 23 ] |
| 1998 | Иэн Маккеллен  | «Боги и монстры»        | Gods and Monsters            | Джеймс Уэйл                  | [ 24 ] |
| 1999 | Рассел Кроу    | «Свой человек»          | The Insider                  | Джеффри Уайганд              | [ 25 ] |

### 2000-е
| Год  | Актёр                | Русское название фильма      | Оригинальное название фильма | Роль                  | Прим.  |
| ---- | -------------------- | ---------------------------- | ---------------------------- | --------------------- | ------ |
| 2000 | Майкл Дуглас         | «Вундеркинды»                | Wonder Boys                  | Грейди Трипп          | [ 26 ] |
| 2001 | Дензел Вашингтон     | «Тренировочный день»         | Training Day                 | Алонзо Харрис         | [ 27 ] |
| 2002 | Джек Николсон        | «О Шмидте»                   | About Schmidt                | Уоррен Шмидт          | [ 28 ] |
| 2002 | Дэниел Дэй-Льюис     | «Банды Нью-Йорка»            | Gangs of New York            | Билл «Мясник» Каттинг | [ 28 ] |
| 2003 | Билл Мюррей          | «Трудности перевода»         | Lost in Translation          | Боб Харрис            | [ 29 ] |
| 2004 | Лиам Нисон           | «Кинси»                      | Kinsey                       | Альфред Кинси         | [ 30 ] |
| 2005 | Филип Сеймур Хоффман | «Капоте»                     | Capote                       | Труман Капоте         | [ 31 ] |
| 2006 | Саша Барон Коэн      | «Борат»                      | Borat                        | Борат Сагдиев         | [ 32 ] |
| 2006 | Форест Уитакер       | «Последний король Шотландии» | The Last King of Scotland    | Иди Амин              | [ 32 ] |
| 2007 | Дэниел Дэй-Льюис     | «Нефть»                      | There Will Be Blood          | Дэниел Плэйнвью       | [ 33 ] |
| 2008 | Шон Пенн             | «Харви Милк»                 | Milk                         | Харви Милк            | [ 34 ] |
| 2009 | Джефф Бриджес        | «Сумасшедшее сердце»         | Crazy Heart                  | Отис «Бэд» Блейк      | [ 35 ] |

### 2010-е
| Год  | Актёр            | Русское название фильма      | Оригинальное название фильма | Роль                 | Прим.  |
| ---- | ---------------- | ---------------------------- | ---------------------------- | -------------------- | ------ |
| 2010 | Колин Ферт       | «Король говорит!»            | The King's Speech            | Георг VI             | [ 36 ] |
| 2010 | Эдгар Рамирес    | «Карлос»                     | Carlos                       | Ильич Рамирес Санчес | [ 36 ] |
| 2011 | Майкл Фассбендер | «Опасный метод»              | A Dangerous Method           | Карл Юнг             | [ 37 ] |
| 2011 | Майкл Шеннон     | «Укрытие»                    | Take Shelter                 | Кёртис ЛаФорч        | [ 37 ] |
| 2012 | Хоакин Феникс    | «Мастер»                     | The Master                   | Фредди Куэлл         | [ 38 ] |
| 2012 | Дени Лаван       | «Корпорация „Святые моторы“» | Holy Motors                  | разные роли          | [ 38 ] |
| 2013 | Брюс Дерн        | «Небраска»                   | Nebraska                     | Вуди Грант           | [ 39 ] |
| 2013 | Чиветел Эджиофор | «12 лет рабства»             | 12 Years a Slave             | Соломон Нортап       | [ 39 ] |
| 2014 | Том Харди        | «Лок»                        | Locke                        | Айвен Лок            | [ 40 ] |
| 2014 | Майкл Китон      | «Бёрдмэн»                    | Birdman                      | Ригган Томсон        | [ 40 ] |
| 2015 | Майкл Фассбендер | «Стив Джобс»                 | Steve Jobs                   | Стив Джобс           | [ 41 ] |
| 2015 | Геза Рёриг       | «Сын Саула»                  | Saul fia                     | Саул Ауслендер       | [ 41 ] |
| 2016 | Адам Драйвер     | «Патерсон»                   | Paterson                     | Патерсон             | [ 42 ] |
| 2016 | Кейси Аффлек     | «Манчестер у моря»           | Manchester by the Sea        | Ли Чендлер           | [ 42 ] |
| 2017 | Тимоти Шаламе    | «Зови меня своим именем»     | Call Me by Your Name         | Элио Перлман         | [ 43 ] |
| 2017 | Джеймс Франко    | «Горе-творец»                | The Disaster Artist          | Томми Вайсо          | [ 43 ] |
| 2018 | Итан Хоук        | «Дневник пастыря»            | First Reformed               | Эрнст Толлер         | [ 44 ] |
| 2018 | Бен Фостер       | «Не оставляй следов»         | Leave No Trace               | Уилл                 | [ 44 ] |
| 2019 | Антонио Бандерас | «Боль и слава»               | Dolor y gloria               | Сальвадор Майо       | [ 45 ] |
| 2019 | Адам Драйвер     | «Брачная история»            | Marriage Story               | Чарли Барбер         | [ 45 ] |

### 2020-е
| Год  | Актёр          | Русское название фильма | Оригинальное название фильма | Роль        | Прим.  |
| ---- | -------------- | ----------------------- | ---------------------------- | ----------- | ------ |
| 2020 | Чедвик Боузман | «Ма Рейни: Мать блюза»  | Ma Rainey's Black Bottom     | Ливи Грин   | [ 46 ] |
| 2020 | Риз Ахмед      | «Звук металла»          | The Sound of Metal           | Рубен Стоун | [ 46 ] |

## Статистика
3 победы
- Дэниел Дэй-Льюис (1989, 2002, 2007)

2 победы
- Роберт Де Ниро (1976, 1980)
- Роберт Дюваль (1983, 1997)
- Джек Николсон (1987, 2002)
- Майкл Фассбендер (2011, 2015)